# قصدیر (مکمن بن عمار)
قصدیر (به عربی: القصدير) یک شهرداری در الجزایر است که در Mekmen Ben Amar District واقع شده‌است. قصدیر ۱٬۸۲۰ نفر جمعیت دارد و ۹۸۵ متر بالاتر از سطح دریا واقع شده‌است.